# إيرانوس

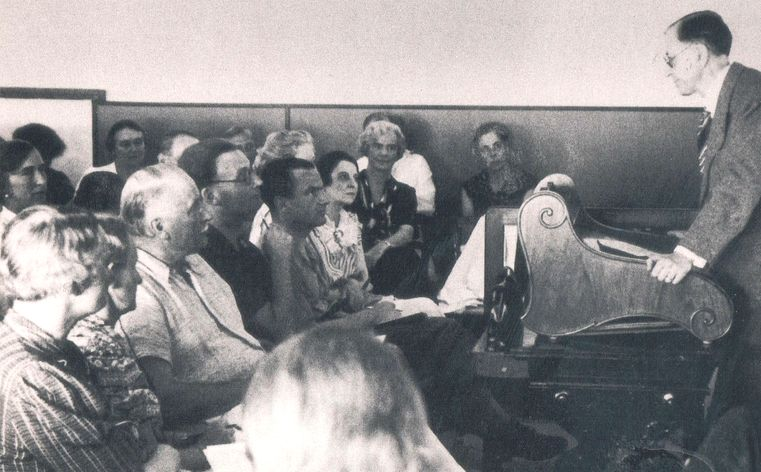

بالنسبة إلى القرية الموجودة في أرمينيا، انظر إيرانوس.
إيرانوس هي مجموعة مناقشة فكرية مختصة بدراسة علم النفس والدين والفلسفة والروحانية والتي تلتقي سنويًا في سويسرا منذ عام 1933.
واسم المجموعة مشتق من الكلمة اليونانية القديمة ἔρανος التي تعني وليمة والتي يساهم الضيوف بإحضار الطعام باعتباره «عشاء دون استضافة». أسس المجموعة أولجا فروبي كابتين عام 1933، وتعقد هذه المؤتمرات سنويًا بمقرها (على شواطئ بحيرة ماجيوري بالقرب من أسكونا في سويسرا)منذ ذلك الوقت. لقد ظل هذا الحدث لما يزيد عن سبعين عامًا نقطة التقاء بين المفكرين المنتمين للمجالات المعرفية المختلفة التي يدور نطاقها من علم النفس الشامل والدين المقارن حتى التاريخ والنقد الأدبي والفلكلور حيث توفر مكانًا ومجموعة متجانسة تتم مناقشة جميع الموضوعات داخلها روحيًا. ويستغرق كل مؤتمر ثمانية أيام حيث يقوم المشاركون خلال ذلك الوقت بتناول الطعام والنوم والعيش معًا وبهذه الطريقة يقيمون صداقة حميمية تدعم جوًا من الحرية والمناقشة الحرة. وفي كل عام، تتم مناقشة موضوع جديد، ويقوم كل باحث مشارك بتقديم محاضرة فترتها ساعتان حول موضوع من اختياره يرتبط بالموضوع الرئيسي -مساهتمه/مساهمتها لوليمة الأفكار- وبهذا يحاول جذب هؤلاء المفكرين المتنوعين إلى مناقشة فكرية مثمرة.

## بدايات مجموعة إيرانوس
أسست فروبي كابتين هذه المجموعة بناء على اقتراح المؤرخ الديني الألماني الكبير رادولف أوتو. فقد كانت فروبي كابتين المؤسس الألماني لجمعية المائدة المستديرة والتي تعتبر مؤشرًا على الميل «الروحي» لمجموعة إيرانوس. وفي الواقع كانت مجموعة إيرانوس منذ بدايتها الأولى مهتمة بهذه القضايا وكان موضوعها الأول «اليوجا والتأمل في الشرق والغرب» موضوعًا رائدًا حقيقيًا في فترة مبكرة من ثلاثينيات القرن العشرين. وقد اشتملت الموضوعات القديمة التي ناقشتها المجموعة الاعتقادات القديمة تجاه الشمس ورمزية الضوء في المعرفة الروحية وفي المسيحية الأولى (1943)، والإنسان والسلام (1958)، والخلق وتنظيم الكون (1966)، وحقيقة الأحلام (1995). لقد كان من بين المشاركين خلال السنوات الماضية هاينريش زيمر (فنان ديني هندي)، كارولي كيريني (الأساطير اليونانية)، ميرتشا إلياده (تاريخ الأديان)، كارل يونغ وإيريك نيومان (علم النفس التحليلي)، ألفونس روزنبرج (الرمزية)، جيليس كويسبال (دراسات غنوصية)، جرشوم شوليم (التصوف اليهودي)، هنري كوربين (الدين الإسلامي)، أدولف بورتمان (علم الأحياء)، هربرت ريد (تاريخ الفن)، مكس كنول (علم الفيزياء)، وجوزيف كامبل (علم الأساطير المقارن). لقد أدت مؤتمرات مجموعة إيرانوس إلى نشر عدد من الكتب. ويمكن لأي فرد حضور المحاضرات من خلال دفع رسوم زهيدة.

## كتابات أخرى
- ERANOS, Neue Folge (New series), 1993ff. Königshausen & Neumann, Wuerzburg, 16 volumes published in 2011.
- HAKL, Hans Thomas, Der verborgene Geist von Eranos – Unbekannte Begegnungen von Wissenschaft und Esoterik – Eine alternative Geistesgeschichte des 20. Jahrhunderts, Scientia nova-Verlag Neue Wissenschaft, Bretten 2001.
- BERNARDINI, Riccardo, Jung a Eranos. Il progetto della psicologia complessa. FrancoAngeli, Milano 2011, (ردمك 978-88-568-3449-9).
- QUAGLINO, Gian Piero, ROMANO, Augusto, & BERNARDINI, Riccardo (Eds.), Carl Gustav Jung a Eranos 1933-1952, Antigone Edizioni, Torino 2007, (ردمك 978-88-95283-13-5).
- REIBNITZ, Barbara von, “Der Eranos-Kreis – Religionswissenschaft und Weltanschauung oder der Gelehrte als Laien-Priester", in: FABER, Richard, & HOLSTE, Christine (Ed.), Kreise, Gruppen, Bünde – Zur Soziologie moderner Intellektuellerassoziation, Könighausen + Neumann, Würzburg 2000, pp. 425–440.
- BARONE, Elisabetta, et al., Pioniere, Poeten, Professoren - Eranos und Monte Verità in der Zivilisationsgeschichte des 20. Jahrhunderts, Königshausen & Neumann, Würzburg 2004 [articles in English, German, Italian].
- SCHABERT, Tilo, "Une herméneutique intercivilisatrice: L`École d`Eranos", in: WEILL, Nicolas (Ed.), Existe-il une Europe philosophique?, Presses Universitaires de Rennes, Rennes 2005, pp. 297–302.
- SCHABERT, Tilo, "In the Fading of Divine Voices: The Song of Eranos", in: Tilo Schabert, Matthias Riedl (Hrsg.), "Gott oder Götter? - God or Gods?", Königshausen & Neumann, Würzburg 2009, 181-188.
- SCHABERT, Tilo, "On the recent history of the Eranos-Tagungen. From Olga Froebe-Kapteyn to the Amici di Eranos", in: Matthias Riedl, Tilo Schabert (Hrsg.), "Die Stadt: Achse und Zentrum der Welt - The City: Axis and Centre of the World", Königshausen & Neumann, Würzburg 2011, 133-142.
- WASSERSTROM, Steven M., Religion after religion. Gershom Scholem, Mircea Eliade, and Henry Corbin at Eranos, Princeton University Press, Princeton 1999, ISBN 0-691-00539-7.
- GASSEAU, Maurizio, & BERNARDINI, Riccardo, "Il sogno: prospettive di Eranos", in: GASSEAU, Maurizio, & BERNARDINI, Riccardo (Eds.), Il sogno. Dalla psicologia analitica allo psicodramma junghiano, FrancoAngeli, Milano 2009, pp. 15–55, (ردمك 978-88-568-0679-3).

## وصلات خارجية
- Eranos Foundation official website
- Eranos Unofficial Site
- Eranos.org
- Who is who in Analytical Psychology?: Eranos Circle